# Remchi
Remchi là một đô thị thuộc tỉnh Tlemcen, Algérie. Dân số thời điểm năm 2002 là 39.525 người.